# Henry Roberts
Pour les articles homonymes, voir Roberts.
Ne doit pas être confondu avec Arthur Henry Roberts.
Henry Roberts (Philadelphie 1803 – San Gaggio 1876) est un architecte, professeur d’architecture et inventeur.

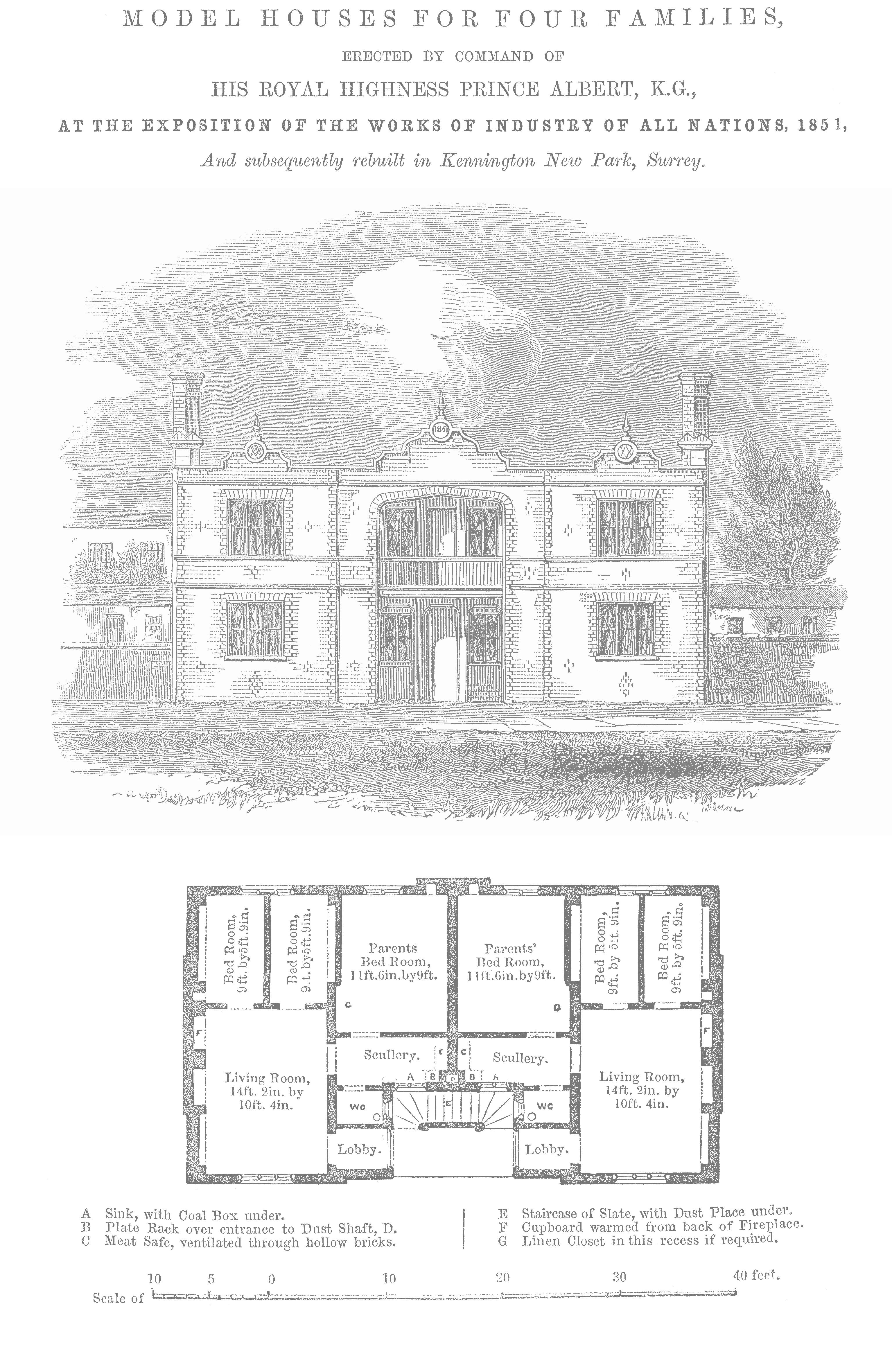
Model Houses (1851)

## Biographie
Fils d’un négociant britannique qui commerce entre l’Angleterre et les États-Unis, il suit sa scolarité à Londres. À l’âge de quinze ans, en 1818, il entre dans l’agence d’architecture de Charles Fowler puis, en 1825, dans celle de Robert Smirke. La même année, il est admis aux Royal Academy Schools et, de 1828 à 1829, conclut ses études par un Continental Tour passant par le Real Albergo dei Poveri de Naples.
De retour à Londres, il remporte le premier prix du concours pour le Fishmonger’s Hall suivi de sa réalisation (1831-1835). En 1834, il reçoit le Soane Medallion puis, en 1835, devient l’un des membres fondateurs du Royal Institute of British Architects (RIBA). Tout en poursuivant sa carrière d’architecte indépendant, il s’implique dans le mouvement philanthropique comme architecte honoraire du Destitute Sailors’ Asylum (1835), de la Society for Improving the Condition of the Labouring Classes (SICLC, dès 1844), du Prince Albert (1851) et de la Windsor Royal Society (1852).
Il conçoit systématiquement et réalise différents types d’habitations destinées à la classe ouvrière, en ville et à la campagne, dont les très remarquées habitations modèles présentées à l'Exposition universelle de Londres de 1851. Invoquant des problèmes de santé, il quitte Londres en 1853 et s’établit à San Gaggio près de Florence. L’année suivante, il est nommé professeur dans la section d’architecture de l’Accademia di Belle Arti de Florence. Il exerce les fonctions de vice-président du Congrès international de bienfaisance de Francfort de 1857, puis préside le comité d’organisation de celui de Londres en 1862.
Comme inventeur, il dépose un brevet de briques creuses à Londres en 1849. Sa riche bibliographie renvoie non seulement aux habitations de la philanthropie victorienne, mais aussi à la réforme domestique sur le continent au milieu du XIXe siècle.